# Juan Mejía Baca
Juan Mejía Baca (Piura, 17 de enero de 1912-Lima, 28 de mayo de 1991) fue un librero, editor y promotor cultural peruano. Editó las obras de 145 autores peruanos, en tirajes que en conjunto superaron el millón y medio de ejemplares, permitiendo así la difusión de la cultura a las clases populares. Fue director de la Biblioteca Nacional del Perú (1986-1990).

## Biografía
Hijo de Juan Mejía Baca y María Rosa Baca. Nació en Piura, pero sus padres, que eran lambayecanos, se instalaron en el puerto Etén, donde vivió su infancia. Sus padres lo aficionaron desde temprana edad por las artes. Aprendió a tocar el violín.
Cursó sus estudios escolares en el Colegio Nacional San José de Chiclayo, bajo la dirección del pedagogo alemán Karl Weiss.
En 1929 se trasladó a Lima, donde empezó sus estudios de Medicina en la Universidad Nacional Mayor de San Marcos, que interrumpió en el tercer año, por razones económicas. Luego se matriculó en Letras y Ciencias Políticas, los que tampoco culminó.
Las dificultades económicas lo empujaron a ganarse la vida integrando una orquesta en la que actuó como músico profesional, ya fuera como pianista, guitarrista o violinista. Este trabajo le permitió ahorrar un capital, que le sirvió de base para incursionar como editor y librero.
Empezó con una editorial médica, que fundó con capitales de 70 médicos peruanos y donde se imprimía desde recetarios hasta libros. Después pasó al campo de las humanidades.
En 1945 fundó una librería en la calle Huérfanos del jirón Azángaro del centro de Lima, que se convirtió en el centro de reunión de la intelectualidad local e incluso extranjera. Su primer libro editado fue la tercera edición de Cuentos andinos, de Enrique López Albújar.
En 1953 se asoció con el impresor Pablo L. Villanueva, hasta 1955 en que comenzó organizadamente a editar libros peruanos.
Fue un importante promotor cultural. Promovió los Festivales del Libro, publicando ediciones con tirajes de hasta 50 mil ejemplares. Esta labor permitió la difusión de la cultura a las clases populares. Asimismo, durante tres años realizó concurso anuales de novela. Se convirtió en editor de más de 140 escritores peruanos, bajo su propio riesgo. Uno de ellos fue el escritor Martín Adán, que fue a la vez su entrañable amigo y su albacea. Otra de sus pasiones fue el poeta César Vallejo. También fue coleccionista de huacos o cerámicas precolombinas.
A partir de los años 1960 empezó a editar diccionarios y enciclopedias, entre ellos: Historia del Perú antiguo (6 tomos), de Luis E. Valcárcel; Diccionario enciclopédico del Perú; Historia de la literatura peruana (8 tomos), de Luis Alberto Sánchez; Historia del Perú, de varios autores (12 tomos); Obras completas de Haya de la Torre (7 tomos); Gran geografía del Perú (8 tomos).
Su labor a favor de la cultura le hizo merecedor de la Orden El Sol del Perú y la Orden de las Palmas Magisteriales, bajo el primer gobierno de Fernando Belaúnde Terry, pero no dudó en devolver esas condecoraciones en 1967, al enterarse de que un funcionario del Ministerio de Gobierno había ordenado la requisa y quema de libros considerados subversivos (entre los que se hallaban, insólitamente, obras como La rebelión de las masas, de José Ortega y Gasset). En esa ocasión, acuñó una célebre frase: «Para quemar un libro se necesitan sólo dos cosas: un libro y un imbécil».
Al mediados de los años 1980 decidió clausurar su librería. Poco después, ya bajo el primer gobierno de Alan García, fue nombrado director de la Biblioteca Nacional del Perú (1986-1990). Desde el principio pugnó para que el gobierno prestara atención a dicha institución y no dudó en recurrir a la prensa televisada para denunciar el deplorable estado en que se hallaban parte de los libros y colecciones. Estrategia que dio resultado, pues el gobierno autorizó entonces una partida especial para la Biblioteca. También logró conseguir un terreno en el distrito de San Borja donde se alzaría la nueva sede del local.
Falleció en 1991, a consecuencia de un ataque cardiaco. En 1998, el Estado Peruano instituyó el Premio Nacional de Cultura y Educación Juan Mejía Baca, que distingue a los editores y ediciones más destacadas.

## Publicación
- Quema de libros (1979).[2]